# Anthony Mackie
Anthony Mackie, född 23 september 1978 i New Orleans i Louisiana, är en amerikansk skådespelare. Han är mest känd för sin roll i filmen The Hurt Locker. Han spelar superhjälten Sam Wilson, mer känd som Falcon och Captain America, i Marvel Cinematic Universe.

## Filmografi (i urval)
- 2002 – 8 Mile
- 2003 – Brottsplats Hollywood
- 2004 – The Manchurian Candidate
- 2004 – Million Dollar Baby
- 2005 – The Man
- 2006 – Freedomland
- 2006 – Half Nelson
- 2008 – Eagle Eye
- 2008 – The Hurt Locker
- 2009 – Notorious
- 2011 – What's Your Number?
- 2011 – Real Steel
- 2011 – The Adjustment Bureau
- 2012 – Man on a Ledge
- 2012 – Abraham Lincoln: Vampire Hunter
- 2013 – Gangster Squad
- 2013 – Pain & Gain
- 2013 – The Fifth Estate
- 2014 – Playing It Cool
- 2014 – Captain America: The Winter Soldier
- 2014 – Shelter
- 2014 – Black or White
- 2015 – Avengers: Age of Ultron
- 2015 – Ant-Man
- 2015 – Our Brand Is Crisis
- 2015 – Love the Coopers
- 2015 – The Night Before
- 2016 – Triple 9
- 2016 – Captain America: Civil War
- 2016 – All the Way
- 2017 – Detroit
- 2017 – Io
- 2017 – Wetlands
- 2018 – Avengers: Infinity War
- 2018 – The Hate U Give
- 2019 – Miss Bala
- 2019 – Avengers: Endgame
- 2021 – Kvinnan i fönstret
- 2021 – The Falcon and the Winter Soldier (TV-serie)
- 2023 – Twisted Metal (TV-serie)
- 2025 – Captain America: Brave New World
- 2025 – Passagen (röst)
- 2026 – Avengers: Doomsday